# Insurreição anarquista de 1918
A Insurreição anarquista de 1918, no Rio de Janeiro, foi um evento inspirado na Revolução Russa. Seu objetivo principal era a derrubada do governo central brasileiro e a instauração de uma sociedade autogestionada baseada em organizações descentralizadas e sindicatos operários nos moldes propostos pelo anarcossindicalismo.

## Precedentes

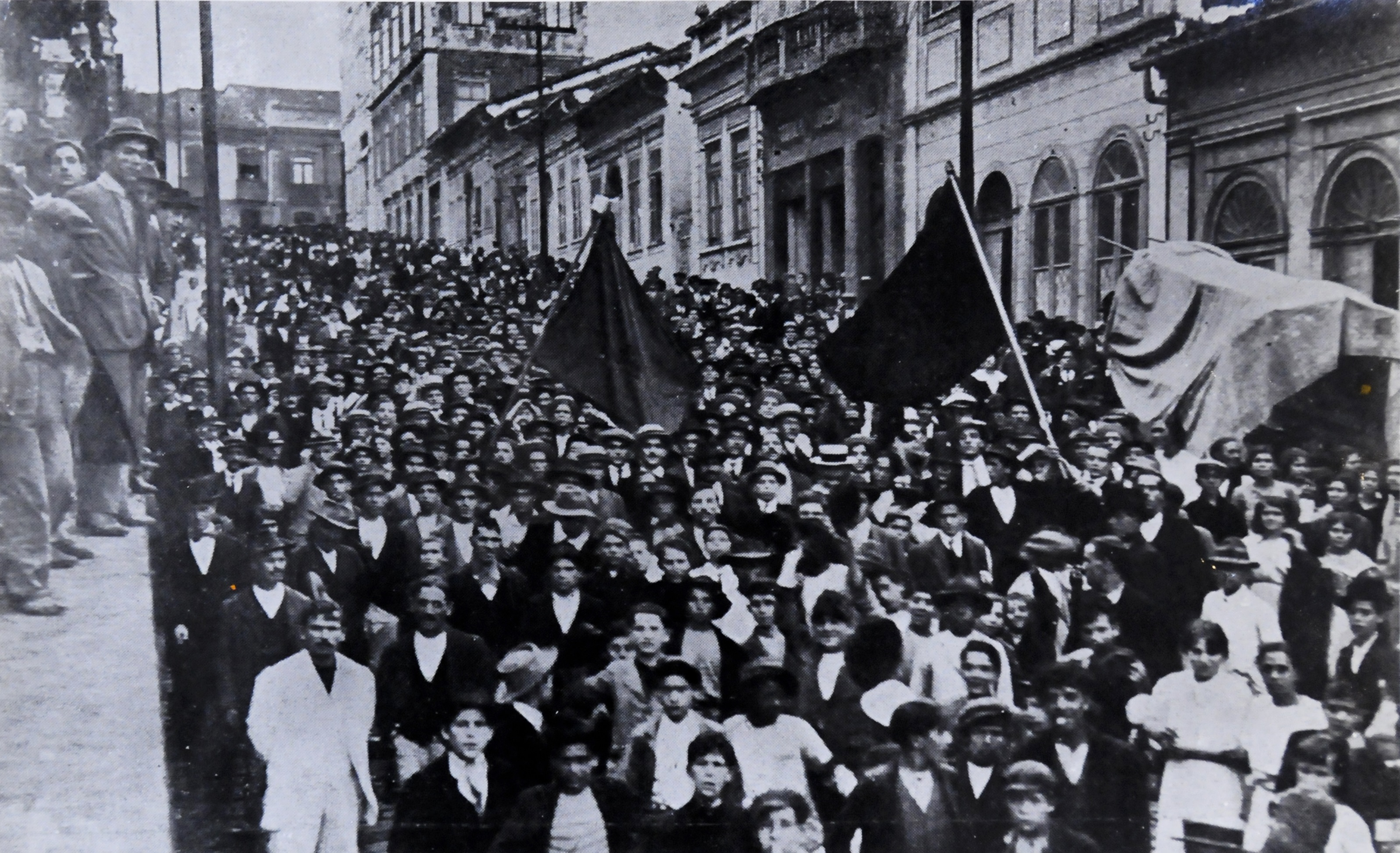
Operários e anarquistas marcham portando bandeiras negras pela cidade de São Paulo na greve de 1917.

Os precedentes indiretos da Insurreição de 1918 remetem primariamente a vinda dos primeiros escritos de Bakunin, Kropotkin e outros libertários europeus para o Brasil em fins do século XIX junto a imigrantes italianos e espanhóis que vinham da Europa para servir de mão de obra barata nas fábricas e nas fazendas dos empresários e latifundiários brasileiros.
Mais diretamente, a insurreição é consequência do alto grau de organização do operariado brasileiro nas primeiras décadas do século XX principalmente na Capital Federal que a época era o Rio de Janeiro e na cidade de São Paulo. Em 1917 por conta da articulação de diferentes sindicatos e organizações anarquistas as indústrias de São Paulo são paralisadas com a adesão massiva dos operários aquela que ficaria conhecida como a Grande Greve Geral de 1917.
Paralelamente a gripe espanhola que se espalhou pelas principais capitais do Brasil fazendo milhares de vítimas. Como consequência da Primeira Guerra Mundial o custo de vida elevado atingiu principalmente as camadas mais pobres da população, levando a fome a milhares de pessoas, e a fome resultando em saques a diversos armazéns.
No Rio de Janeiro a FORJ (Federação Operária do Rio de Janeiro) iniciava uma grande campanha contra a carestia de vida e se empenhava na reestruturação de diversos sindicatos. Ao mesmo tempo, apesar de proibidos pela polícia, multiplicavam-se grandes reuniões operárias nas quais oradores e pensadores engajados discursavam para centenas, por vezes, milhares de pessoas.
A greve na fábrica de Tecidos Corcovado foi duramente reprimida pela polícia em Maio, e o desabamento do Hotel New York em Julho com a morte de dezenas de trabalhadores acirrariam o embate entre operários e anarquistas contra governantes e empresários. As condições de trabalho nessas fábricas (No Barreto, Santo Aleixo e Rio de Janeiro) eram péssimas, o ambiente era sombrio e carregado de fumo, não havia banheiros mas um buraco no chão onde os trabalhadores faziam suas necessidades. Muitas vezes as crianças tinham contracheque negativo por cometerem erros na produção e os castigos físicos eram constantes. As fábricas eram vigiadas por capatazes e capangas que perseguiam qualquer manifestação contrária inclusive pelo fato dos moradores serem residentes muito próximo nas vilas operárias. Não havia nenhum critério para o trabalho das mulheres grávidas que eram submetidas a esse ambiente insalubre.
No início de 1918, notícias esparsas sobre êxito alcançado pela Revolução Russa se espalharam pelas principais capitais brasileiras. Desconhecendo o caráter da revolução bolchevique, grupos anarquistas passaram a se organizar também com a intenção de derrubar o governo central no Brasil.
Ainda no começo do ano é criada a Aliança Anarquista do Rio de Janeiro cujo objetivo principal é difundir o pensamento libertário entre os trabalhadores de diferentes setores. Em 1 de Março é fundada a UGT (União Geral dos Trabalhadores) substituindo a FORJ que em Agosto de 1917 havia sido fechada pelo aparato repressivo estatal. Desde o seu surgimento a UGT também é alvo de repressão da polícia que reage a boatos de uma suposta greve geral.
Em 1 de Maio de 1918 é decretado estado de sítio na cidade do Rio de Janeiro, operários e anarquistas se organizam para a comemoração do Dia do Trabalhador nas sedes sindicais, em salões e mesmo num teatro (Maison Moderne que à época existia na Praça Tiradentes) da cidade.
No mês de Agosto os operários da Companhia Cantareira e da Viação Fluminense entram em greve por melhores salários e jornada laboral de oito horas, paralisando tanto os transportes de barca Rio - Niterói como a circulação dos bondes. Diante da greve os empresários acionam os aparatos repressivos estatais que intentam acabar com a greve a força. Diante da repressão os operários reagem fazendo com que a greve adquira caráter de insurreição. Diante da violência policial um número considerável de soldados do 58º Batalhão de Caçadores do Exército que entraram no conflito pegando em armas ao lado dos trabalhadores.

## Planejamento
Nos meses de Setembro e Outubro continuariam os embates entre operários e policiais nas ruas da capital Neste clima, revolucionários se reuniriam para elaborarem a Insurreição anarquista que seria finalmente marcada para o dia 18 do mês seguinte. Seu objetivo era derrubar o Estado e substituí-lo por uma rede de conselhos de trabalhadores.
Em reuniões secretas se encontravam intelectuais engajados como o professor José Oiticica e sindicalistas como Manuel Campos, Astrogildo Pereira, Carlos Dias, Álvaro Palmeira, José Elias da Silva, João da Costa Pimenta e Agripino Nazaré. E contavam com a suposta adesão de setores de militares de baixa patente liderados pelo tenente Jorge Elias Ajuz que chegou a ficar responsável pela estratégia militar do levante.
Os planos que envolveram diretamente mais de 400 operários e indiretamente milhares de outros, incluíam a tomada e o isolamento do Palácio do Governo, o estabelecimento de uma greve geral relâmpago de diversos setores operários, a implantação de 1 600 bombas para a sabotagem das linhas de energia e transporte e a imobilização de possíveis focos de resistência através da ocupação de delegacias e quartéis.

## 18 de Novembro
Na manhã do dia 18 de novembro os operários da indústria têxtil declararam greve simultânea nas fábricas de Niterói, no bairro do Barreto, Petrópolis, Magé, Santo Aleixo e Rio de Janeiro. Rapidamente aderem à greve operários do setor metalúrgico e trabalhadores da construção civil. À tarde cerca de 400 trabalhadores se reuniram no Campo de São Cristóvão, diante da qual é mobilizado o aparato repressivo estatal com objetivo de dispersá-la. Os trabalhadores reagem iniciando uma verdadeira batalha. Duas bombas explodem em uma delegacia próxima e a multidão a toma de assalto. Pouco depois soldados do Exército cercam o local desocupando a delegacia e dispersando os trabalhadores que lá estavam. O conflito se estende pelas ruas vizinhas com o exército tentando impedir a multidão cuja intenção era ocupar a Intendência do Exército.
No entanto, ao ser colocada em andamento, a tentativa de derrubada do poder é frustrada pelas autoridades que tinham conhecimento de todos os planos, uma vez que o tenente Jorge Elias Ajuz que participara de todas as reuniões e conhecia todos os planos, na verdade atuava como um espião e agente provocador.
Ao saberem que o levante havia sido traído, os operários passam a evitar atitudes extremas abandonando os planos previamente definidos. Após a tomada a Intendência, trabalhadores e militares revoltosos rumariam para o centro e atacariam a Prefeitura, o Palácio da polícia e o quartel da brigada policial. Na zona sul outro grupo de operários ocuparia o Palácio do Catete e a Câmara de Deputados destituindo o presidente e demais políticos. Nada disso aconteceu.
No início da tarde foram presos todos os principais articuladores - José Oiticica, Manuel Campos, Astrogildo Pereira, Carlos Dias, Álvaro Palmeira, José Elias da Silva, João da Costa Pimenta e Agripino Nazaré - que nos dias que se seguiram foram deportados ou expulsos para outros estados do país.
Foram detidos mais de 200 trabalhadores, entre estes 78 diretamente vinculados aos sindicatos anarquistas. Na porta da fábrica Confiança entrevero entre a polícia e os revoltosos resultou na morte do sindicalista Manuel Martins da indústria têxtil e no ferimento de outro operário que morreu dias depois. O cortejos fúnebres de ambos seriam proibidos pela polícia, mas ainda assim aconteceriam acompanhados por centenas de operários.
A greve de operários metalúrgicos, construtores civis e da indústria têxtil duraria ainda mais duas semanas. No dia 20 a sede destes sindicatos é fechada e a UGT é dissolvida por decreto federal. 98 anos após este evento coletivos anarquistas realizaram um ato em memória deste acontecimento com a pintura de um muralismo na parede da fábrica em frente a Escola Técnica Henrique Lage.

## Consequências
Em mais de um aspecto a insurreição foi um fracasso, não produziu os efeitos revolucionários desejados. Ela, porém, obteve êxito em evidenciar a falsa ideia transmitida pelo governo e pelos setores patronais de que não existiam motivos para greves e que os operários estavam sendo tratados com respeito e encontravam-se satisfeitos, por vezes trabalhando mais de 12 horas todos os dias nas mais deploráveis condições.
A insurreição seria ainda amplamente utilizada como motivo para que Delfim Moreira, presidente em exercício, perseguisse e acabasse com inúmeras organizações anarquistas, muitas delas sem qualquer envolvimento com os ocorridos. O governo central ordenaria a dissolução da União Geral dos Trabalhadores juntamente com o fechamento dos três sindicatos ainda em greve. Até o fim da década inúmeras operações de repressão seriam executadas e nem mesmo as escolas modernas em diversas capitais brasileiras seriam poupadas.
Por outro lado, graças à pressão popular resultada das greves e da insurreição em 20 de novembro de 1918 é aprovada no Senado Federal uma lei que define que o "trabalho seja regulado por leis que lhes deem garantias necessárias, garantias à sociedade, garantias aos patrões, garantias aos operários".

## Participantes
- Agripino Nazaré
- Álvaro Palmeira
- Astrojildo Pereira
- Carlos Dias
- João da Costa Pimenta
- José Elias da Silva
- José Oiticica
- Manuel Campos
- Manuel Martins
- Rodolfo Pereira Leal